# دوايت باتلر
دوايت باتلر (بالإنجليزية: Dwight Butler)‏ هو سياسي أمريكي، ولد في 21 نوفمبر 1963. حزبياً، نشط في الحزب الجمهوري.